# 陳吉
陳吉（1503年—？），字子元，山西潞安府長治縣人，民籍，明朝政治人物。

## 生平
山西鄉試第三十八名舉人。嘉靖二十年（1541年）中式辛丑科會試第一百五十二名，登第三甲第一百三十一名進士。官河南钧州知州。因得罪宗室徽恭王朱厚爝被安置海南七年，诏复其官。

## 家族
曾祖陳鑑；祖父陳珝，奉祀正；父陳曉，引禮舍人。母李氏。具庆下。